# Asashimo (tàu khu trục Nhật)
Asashimo (tiếng Nhật: 朝霜) là một tàu khu trục thuộc lớp Yūgumo của Hải quân Đế quốc Nhật Bản, từng hoạt động trong Chiến tranh Thế giới thứ hai.
Asashimo được đặt lườn tại Xưởng đóng tàu Fujinagata vào ngày 21 tháng 1 năm 1943, được hạ thủy vào ngày 18 tháng 7 năm 1943 và được đưa ra hoạt động vào ngày 27 tháng 11 năm 1943.
Ngày 6 tháng 4 năm 1945, Asashimo đã hộ tống cho thiết giáp hạm Yamato khởi hành từ vùng biển nội địa Nhật Bản trong Chiến dịch Ten-Go, một cuộc tấn công mang tính tự sát về phía Okinawa. Sau khi bị rớt lại phía sau đội đặc nhiệm của Yamato do gặp trục trặc động cơ, nó bị máy bay xuất phát từ tàu sân bay của Lực lượng Đặc nhiệm 58 đánh chìm vào ngày 7 tháng 4 với toàn bộ thủy thủ đoàn 326 người trên tàu, ở vị trí cách 275 km (150 hải lý) về phía Tây Nam Nagasaki, ở tọa độ 31°B 128°Đ / 31°B 128°Đ.
'Asashimo được rút khỏi danh sách Đăng bạ Hải quân vào ngày 10 tháng 5 năm 1945.